# Zugerland Verkehrsbetriebe
Die Zugerland Verkehrsbetriebe AG (ZVB) ist ein Verkehrsunternehmen mit Sitz in der Stadt Zug. Das Unternehmen verfügte für weite Teile des Kantons Zug über eine Gebietskonzession. Die ZVB betreiben derzeit 28 Autobuslinien im Kanton Zug und in den angrenzenden Gebieten sowie 7 Linien in der Region Seetal-Freiamt. Zum Fahrzeugpark gehören Dieselbusse, Elektrobusse und Personenanhänger.

## Geschichte
Der erste Postkutschenkurs von Zug über Ägeri nach Sattel fuhr im Jahre 1852.
Im August 1904 wurde ein Automobilkurs von der Aktiengesellschaft für Automobilverkehr im Kanton Zug von Zug über Hinterburg nach Menzingen eingerichtet. Anfang Oktober wurde zudem ein Automobilkurs ins Ägerital angeboten, welcher am 1. November 1905 auch die Postkurse übernahm; diese Linien gehörten noch nicht zu den Zugerland Verkehrsbetrieben. Rechtliche Vorläuferin der ZVB war das Unternehmen Elektrische Strassenbahnen im Kanton Zug (ESZ). Deren Strassenbahnen lösten die Automobilkurse ab, denn die neunplätzigen Orion-Autobusse waren noch nicht zuverlässig und mit ihren Vollgummirädern auf der ungeteerten Strasse nicht wirklich bequem – die Strassenbahn versprach dagegen eine Qualitätssteigerung.

Werbeplakat für die Zuger Berg- und Strassenbahn von Walther Koch, um 1910

Das Unternehmen Elektrische Strassenbahnen im Kanton Zug (ESZ) eröffnete am 9. September 1913 die Überland-Tramstrecken Zug–Oberägeri, Zug–Baar–Talacher und Nidfurren–Menzingen. Damit war der Grundstein des heutigen Unternehmens gelegt.
Am 1. November 1951 änderte das Unternehmen seinen Namen in Zugerland Verkehrsbetriebe (ZVB), um den Einzug des "modernen" Verkehrsmittels Dieselbus widerzuspiegeln. Der Überland-Trambetrieb auf den Strecken Zug–Talacher und Nidfurren–Menzingen wurde am 16. Mai 1953 eingestellt und durch Busse ersetzt. Am 21. Mai 1955 folgte schliesslich auch die Stilllegung der Strecke Zug–Oberägeri, wodurch die ZVB seit dem 22. Mai als reiner Busbetrieb geführt werden. Um die Aufgabe des Gütertransports weiter wahrnehmen zu können, wurde nach der Stilllegung des Trambetriebs und der Güterwagen ein FBW L 50 ED Lastwagen mit offener Brücke und einem offenen zweiachsigen Anhänger beschafft. Dieser Lastwagen wurde 1975 durch einen Saurer 5DF mit Laderampe ersetzt.
Ein benachbartes und teilweise eng verbundenes Unternehmen war die Zuger Berg- und Strassenbahn (ZBB), die am 20. März 1907 die Tramstrecke Zug–Schönegg eröffnet hatte. Am 14. Mai 1907 wurde deren Fortsetzung, die meterspurige Standseilbahn Schönegg–Zugerberg (1261 m Länge, 366 m Höhendifferenz) eröffnet, die heute noch existiert. Das Unternehmen führte auch den Trambetrieb auf der 1913 eröffneten ESZ-Strecke Zug–Baar bis zu deren Stilllegung 1953. Den Trambetrieb auf der eigenen Strecke Zug–Schönegg stellte die ZBB als letzter Trambetrieb in der Region am 10. Mai 1959 ein und ersetzte ihn durch den Bus. Der Name des Unternehmens wurde am 30. Mai in Zuger Bergbahn und Bus (ZBB) geändert. Die ZBB gab Ende der 1990er-Jahre ihren Busbetrieb an die ZVB ab und änderte im Dezember 1999 ihren Namen in Zugerbergbahn (ZBB).
Mit der Inbetriebnahme der Stadtbahn Zug am 12. Dezember 2004 wurden Streckennetz und Fahrplan den neuen Gegebenheiten angepasst. Die dadurch entstandenen Verbesserungen im Angebot des öffentlichen Verkehrs schlagen sich in steigenden Fahrgastzahlen nieder.
Per 10. Dezember 2023 erhielten die Buslinien neue dreistellige Nummern im 600er-Bereich; aus der Linie 1 wurde die Linie 601 und so weiter.

## Buslinien
Die ZVB bedienen auf ihrem Liniennetz über 400 Haltestellen. Ihr Erscheinungsbild sind Linienbusse in Blau-Weiss.
| Linie | Strecke                                                                | Bemerkungen |
| ----- | ---------------------------------------------------------------------- | --- |
| 525   | Immensee Bahnhof – Rotkreuz Bahnhof                                    | |
| 526   | (Brunnen Bhf -) Arth-Goldau Bhf – Rotkreuz Bhf                         | |
| 601   | Zug Bahnhofplatz – Oberägeri                                           | Verkehrt über die Tangente Zug-Baar |
| 602   | Zug Bahnhofplatz – Menzingen Kreuzegg                                  | |
| 603   | Baar Lättich – Zug – Schönegg (- Zugerberg)                            | In Schönegg besteht halbstündlich Anschluss an die Zugerbergbahn                                                                        |
| 604   | Zug – Inwil – Baar Bahnhof – Blickensdorf                              | An Sonn- und Feiertagen abends nur bis Inwil, spätabends täglich nur bis Baar Bahnhof                                                   |
| 605   | Zug Bahnhofplatz – Walchwil Bahnhof                                    | |
| 606   | Zug – Steinhausen – Cham                                               | |
| 607   | Zug Steinhof – Cham Gewerbestrasse                                     | |
| 609   | Oberägeri – Sattel Gondelbahn – Rothenthurm                            | Stündliche Verlängerung bis Rothenturm, samstags saisonale Zusatzkurse bis Sattel, spätabends täglich nur bis Morgarten.                |
| 610   | Oberägeri, Station – Alosen – Raten                                    | Abends an Werktagen nur bis Alosen (Giregg).                                                                                            |
| 611   | Zug St. Johannes – Oberwil bei Zug                                     | |
| 612   | Zug Bahnhofplatz – Oberägeri (via Allenwinden)                         | Verkehrt während HVZ |
| 613   | Zug Bahnhofplatz – Zug Obersack                                        | |
| 614   | Gimenen – Zug Metalli/Bhf – Arbach – Inwil                             | Halbstündlich, sonntags stündlich |
| 616   | Zug Dammstrasse/Bhf – Steinhausen Zugerland EKZ                        | Verkehrt nur während den HVZ |
| 622   | Küssnacht am Rigi Bahnhof – Immensee                                   | |
| 626   | Ortsbus Walchwil                                                       | |
| 631   | Baar Bahnhof – Sihlbrugg                                               | |
| 632   | Baar Bahnhof – Neuheim (- Sihlbrugg/- Menzingen)                       | Pro Stunde ein Kurs nach Sihilbrugg und ein Kurs nach Menzingen (je über Neuheim), sonntags und spätabends täglich nur bis Neuheim Dorf |
| 634   | Baar Bahnhof – Oberägeri                                               | |
| 636   | Baar Bahnhof – Steinhausen Sennweid                                    | |
| 641   | Cham Bahnhof – Hünenberg Ehret                                         | |
| 642   | Cham Bahnhof – Langacker (-Niederwil/-Knonau)                          | Pro Stunde zwei Kurse bis Cham Langacker und werktags zwei Kurse bis Knonau Bahnhof, vereinzelte Kurse von/nach Cham Niederwil          |
| 643   | Cham Bahnhof – Rumentikon (- Oberwil)                                  | Montag bis Samstag stündlich bis Cham Oberwil                                                                                           |
| 648   | Cham Bahnhof – Rotkreuz Bahnhof                                        | |
| 651   | Rotkreuz Küntwil – Hünenberg Rony                                      | Verkehrt nicht sonntags |
| 653   | Rotkreuz Bahnhof – Risch – Küssnacht Rotenhofstrasse (- Küssnacht Bhf) | Verkehrt Montag bis Samstag zusätzlich halbstündlich nach Küssnacht Bahnhof                                                             |

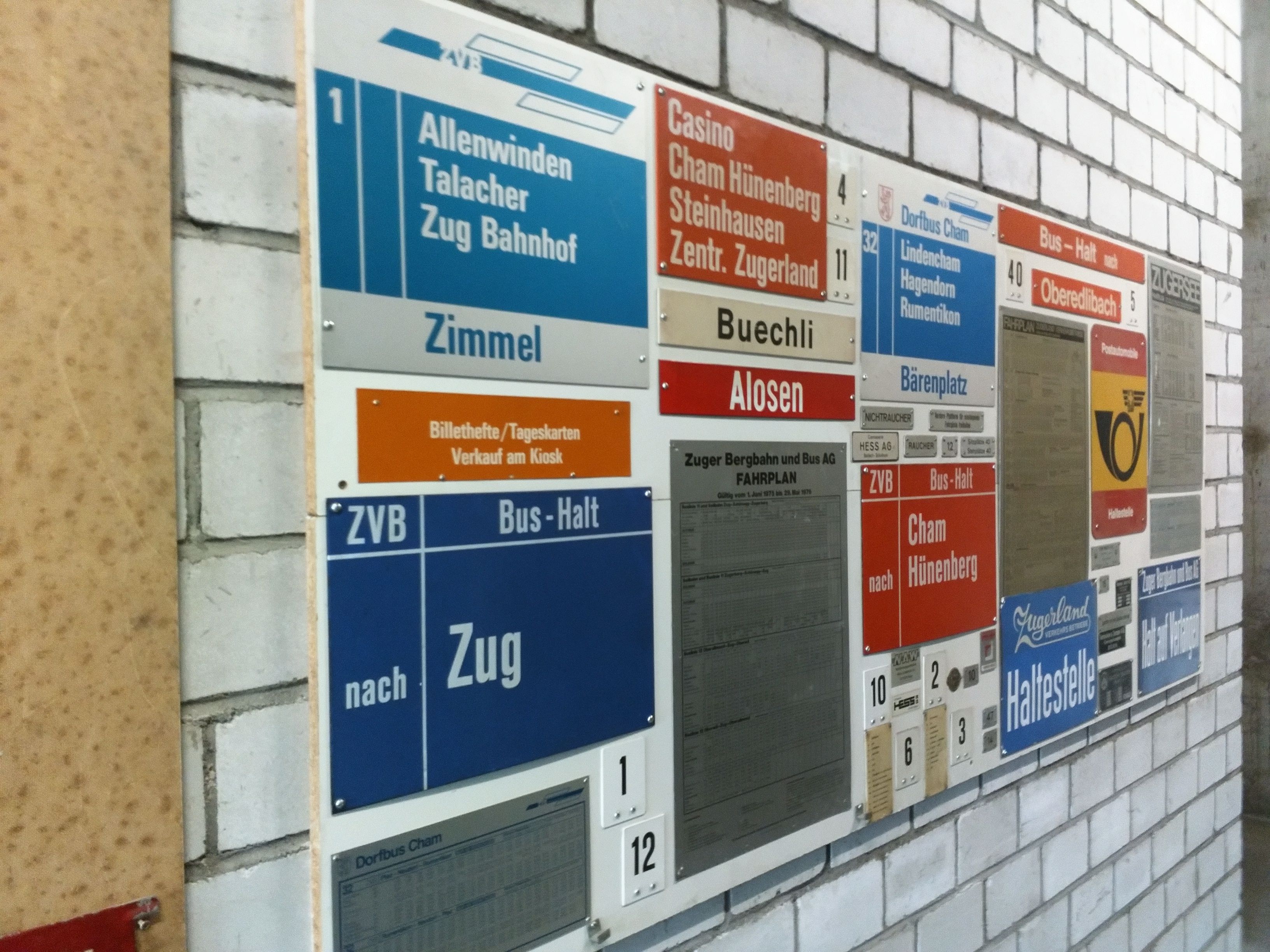
ZVB-Haltestellenschilder
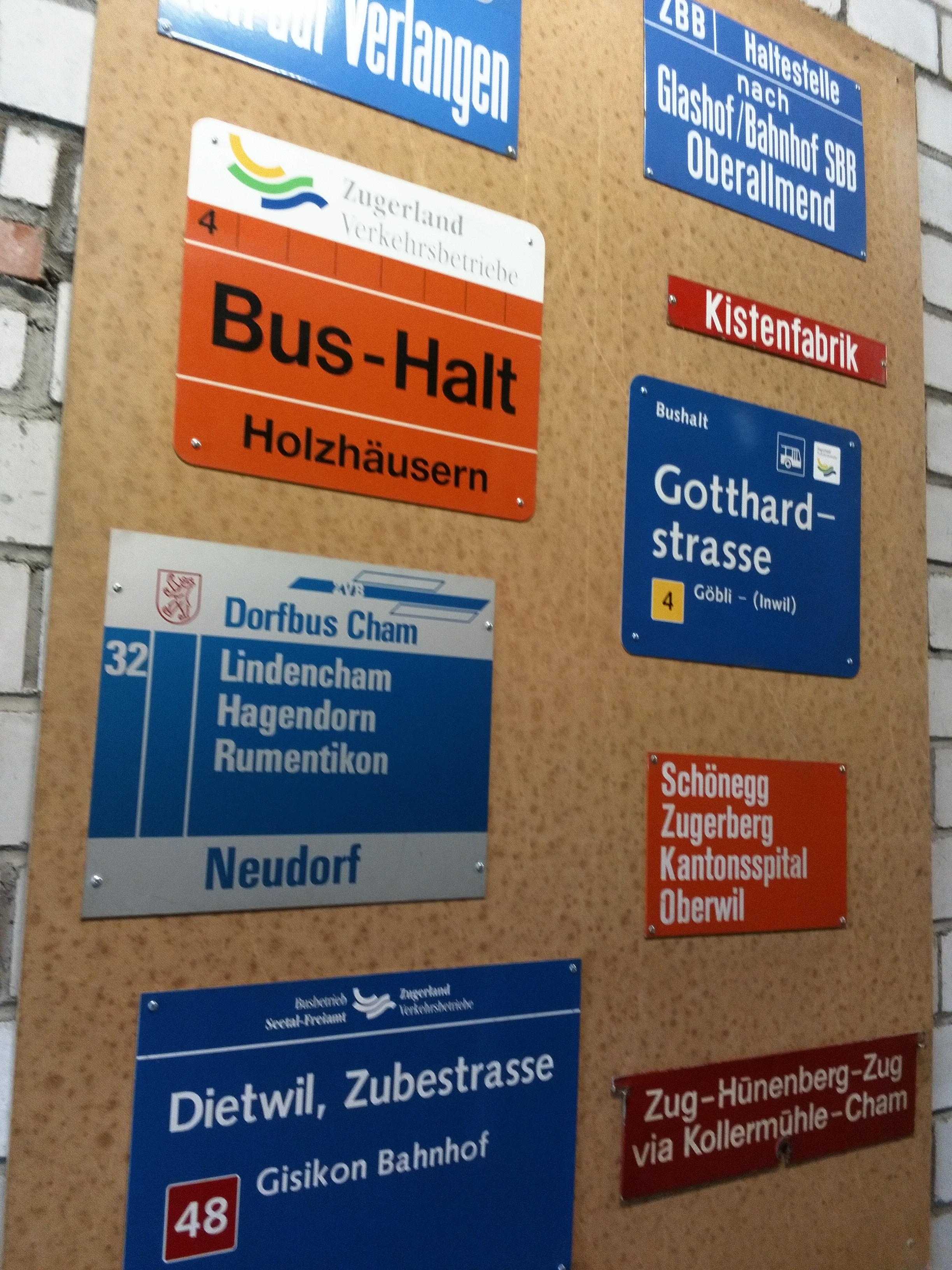
ZVB-Haltestellenschilder

## Fahrzeuge

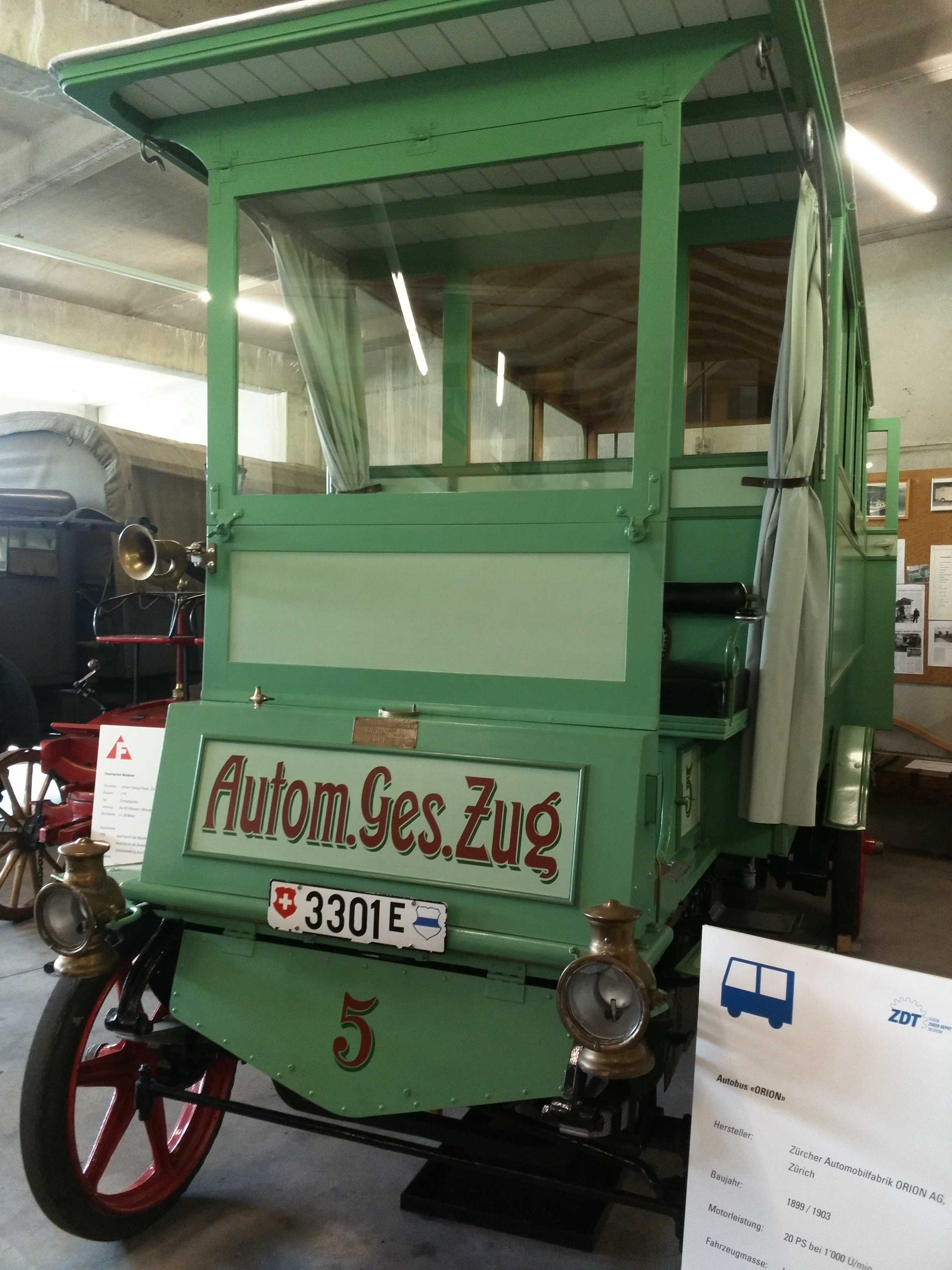
Orion Autobus von 1904

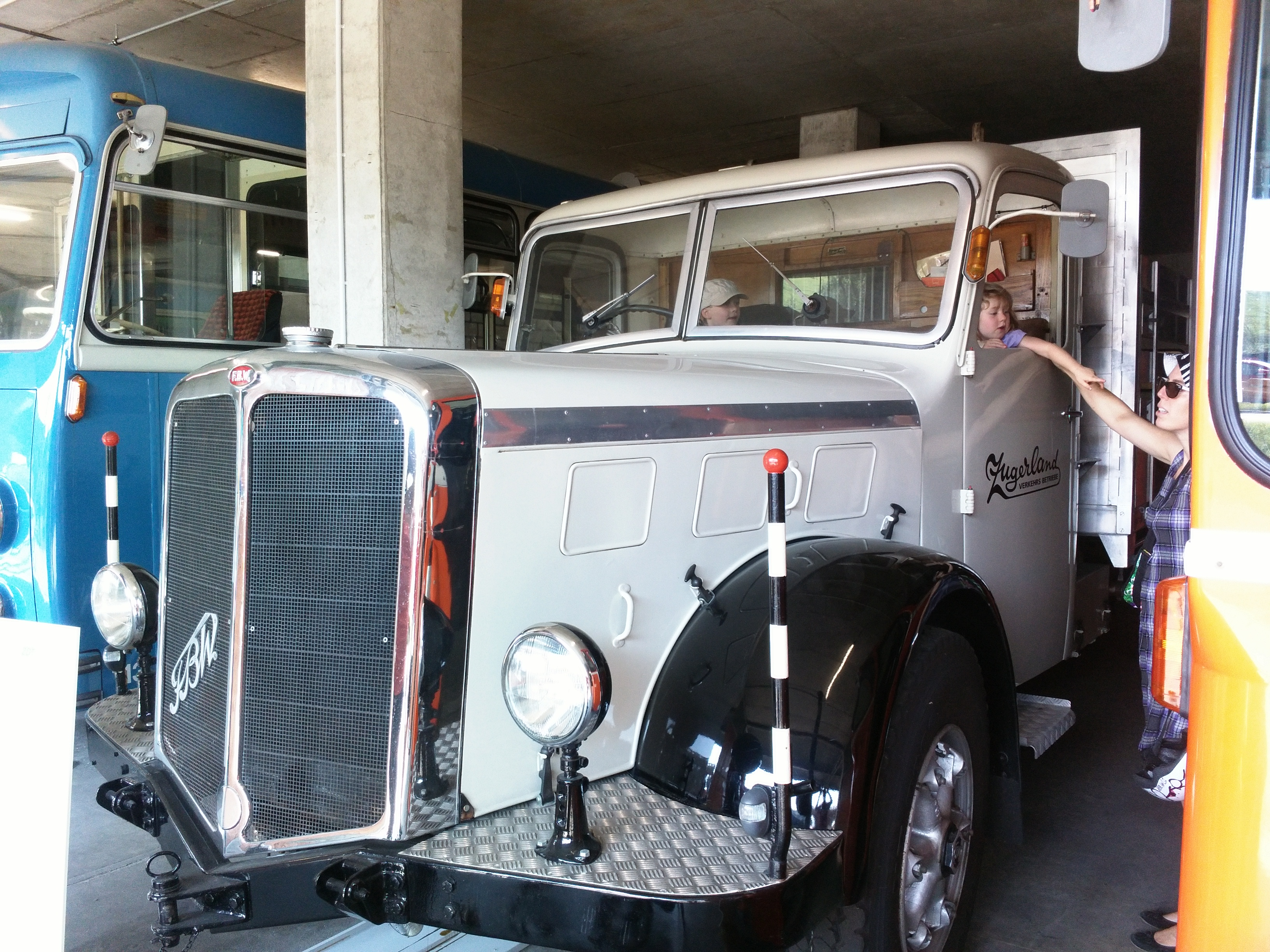
FBW L 50 ED der ZVB

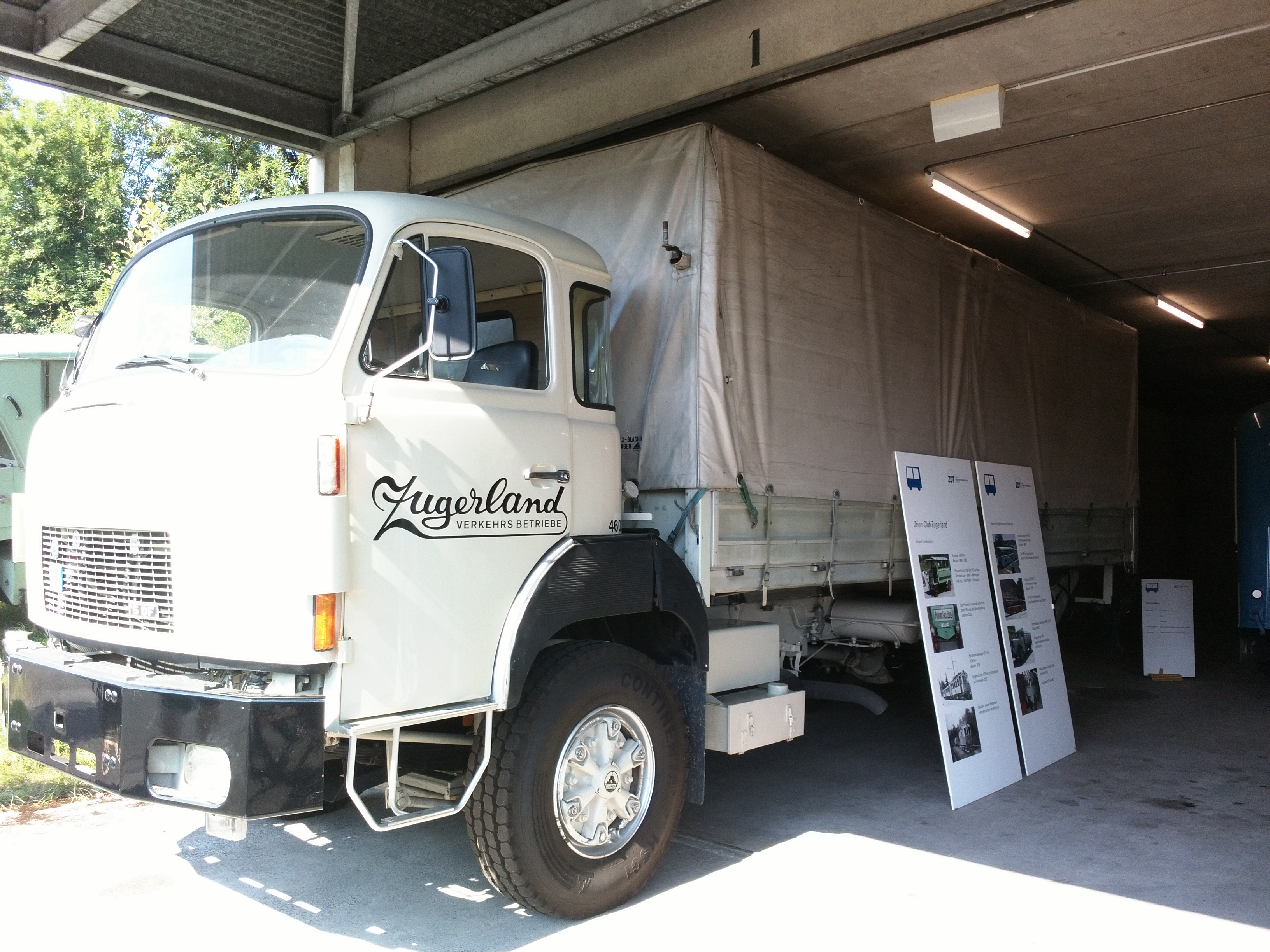
Lastwagen Saurer 5DF der ZVB

Durch die Umstellung der Strassenbahn auf Busbetrieb wurde der Gesellschaft erlaubt, Dreiwagenzüge mit einer Breite von 2,5 Metern einzusetzen. Diese bestanden aus einem zweiachsigen Autobus, einem zweiachsigen Personenanhänger sowie im Bedarfsfall aus einem kurzen, zweiachsigen Güteranhänger. Die Gesamtlänge durfte maximal 29 Meter betragen. Die damalige Strassenverkehrsvorschrift hätte ohne Sonderbewilligung nur eine Breite von 2,3 Metern und eine Gesamtlänge von 24 Metern zugelassen.
Der erste Motorwagentyp nach der Umstellung 1953 war eine Neukonstruktion der Unternehmen Saurer und Berna, welche als zweiachsiger Heckmotorwagen ausgeführt war. Der Dieselmotor hatte 8 Zylinder und eine Leistung von 230 PS (169 kW). Die erste Lieferung umfasste 9 Fahrzeuge.
Die Personenanhängerwagen wurden von Gebrüder Moser + Cie und Ramseier & Jenzer + Cie, beide in Bern, geliefert.
Auf den Zeitpunkt der Umstellung der Strassenbahnstrecke der ZBB am 11. Mai 1959 wurden 3 Saurer-Autobusse mit Unterflurmotor mit einer Leistung von 200 PS (147 kW) angeschafft.
Im Jahre 1963 umfasste der Fuhrpark: 11 Personenautobusse, 10 Personenanhänger, 6 Lastwagen, 1 Unimog (Dienstfahrzeug), 2 Personenwagen (Dienstfahrzeuge), je 3 zweiachsige Güter- und Gepäckanhänger (Hersteller: Ramseier & Jenzer 1955, Typ: AGP 3; Länge, Breite, Höhe: 6000 mm, 2100 mm, 2750 mm, Einsatz bis 1989), 3 umrüstbare, einachsige Ski- und Gepäckanhänger, 2 einachsige Tieranhänger sowie ein Anhänger für die Personenwagen.
Für die Übernahme der Linien Zug – Steinhausen – Cham – Hünenberg und Zug – Oberwil wurden 4 zusätzliche Autobusse und 3 Personenanhängewagen bestellt.
Um 1975/76 wurde die erste Generation der Bergbusse durch 8 FBW-Busse mit Aufbauten der Firma Hess abgelöst. Die Busse mit der Herstellerbezeichnung FBW/Hess 91 U EU4A haben einen unterflur angebrachten 6-zylindrigen Dieselmotor mit einer Leistung von 280 PS (205 kW). Zusammen mit den in VST-Einheitslackierung gehaltenen orangefarbenen Bussen wurden auch neue Anhängerwagen beschafft. Der Wagen Nummer 28 (ex 3) ist immer noch vorhanden.
Zwischen 1993 und 1996 wurden 10 Stück der dritten Generation von Bergbussen beschafft. Dies sind NAW-Busse mit Hess-Aufbau mit der Bezeichnung NAW/Hess BU 5-25, OM 447 hLA. Der unterflur liegend angebrachte sechszylindrige Mercedes Dieselmotor mit Direkteinspritzung hat eine Leistung von 320 PS (235 kW).
Zwischen 1978 und 1981 wurden für die Tallinien 9 Gelenkbusse der Firma FBW mit Hess-Aufbau beschafft. Die Unterflur-Gelenkautobusse mit zwangsgesteuertem Nachläufer, mit der Bezeichnung FBW/Hess 91 GL EU5A, haben eine Leistung von 280 PS (206 kW). Die Wagen 37 – 39 wurden im Jahr 1995 einem Retrofit-Programm unterzogen. Die Carosserrie Hess revidierte den Innenraum, gestaltete ihn fahrgastfreundlich und komfortabel und gab dem Äusseren einen blau-weissen Farbanstrich. Die ZVB-Werkstätte rüstete Fahrzeuge mit einem moderneren Allison-Getriebeautomaten um.
1988–1989 wurden 15 weitere Gelenkbusse des Typs Mercedes-Benz/Hess O 405 G, angeschafft. Diesen folgten 1992 5 Stück der Bauart Mercedes-Benz O 405 G OM 447 hLA. Ebenfalls 1992 wurden 4 Unterflur-Gelenkbusse des Typs NAW BGU5-25 OM 447 hLA angeschafft, welchen 1998 noch 2 Stück gleicher Bauart folgten.
2001–2002 wurden für den Ersatz der ersten Gelenkbusse 6 Stück des Niederflurgelenkbusses des Typs Mercedes-Benz Citaro mit Innenausbau von Hess angeschafft. Ab 2003 bis 2007 wurden nur noch original Mercedes-Benz O 530 G Citaro mit Klimaanlage beschafft.
Für den Ersatz der ersten Generation der Talbusse wurden 1975–1977 6 Busse des Typs FBW/Tüscher 71 U EU3A-R mit einer Leistung von 240 PS (176 kW) angeschafft. Diese werden seit 1981–1983 von 5 Bussen des Typs FBW/Ramseier+Jenzer 71 U EU3A-R unterstützt.
1987 wurden die ersten zweiachsigen Heckunterflurbusse angeschafft. Die 8 Fahrzeuge des Typs Mercedes-Benz/Hess O 405 OM 447 hA leisten 280 PS (206 kW).
1992 wurden weitere 4 Busse des Typs Mercedes-Benz O 405m sowie der erste Niederflurbus des Typs Mercedes-Benz O 405N OM 447 hA ausgeliefert. 1999 wurden 4 weitere Niederflurbusse des Typs Mercedes-Benz/Hess O 530 Citaro ausgeliefert.
Die Ersatzbeschaffung für die Fahrzeuge der Tallinien wurde 2003/04 begonnen. Die Niederflurbusse wurden in zwei Baulängen bestellt, 2 Stück mit einer Länge von 10,1 Metern des Typs Scania/Hess N 94 UB DC 905 sowie 6 Stück mit einer Länge von 12 Metern des Typs Scania/Hess N 94 UB DC 906.
1987–1989 wurden 9 so genannte Midibusse des Typs NAW/Hess BH 2-23 OM 366 A mit einer Leistung von 170 PS (125 kW) angeschafft. Diese wurden infolge gestiegener Nachfrage auf den Linien, auf denen sie eingesetzt wurden, bald durch Standardbusse ersetzt, und 7 Stück davon verkauft. Die letzten zwei Busse wurden Anfang 2008 durch zwei klimatisierte Panorama Low Entry Bus von Hess ersetzt.
Die ZVB besitzen zwei Hochbodenbusse für den kombinierten Kurs- und Reisebetrieb. Die Fahrzeuge des Typs Mercedes-Benz Integro haben eine Leistung von 350 PS (257 kW). Die Nummer 58 wird vor allem im Schulbusverkehr eingesetzt, während die Nummer 59 für die Bergpoststrecke Oberägeri-Ratenpasshöhe zuständig ist und deshalb auch mit einem Dreiklanghorn ausgerüstet ist.
Seit 2019 setzen die ZVB E-Busse ein und ersetzen damit laufend die Dieselbusse. Bis 2035 soll der Linienbetrieb vollständig CO2-neutral betrieben werden.

## Bilder (Auswahl)

### Autobusse der Zugerland Verkehrsbetriebe

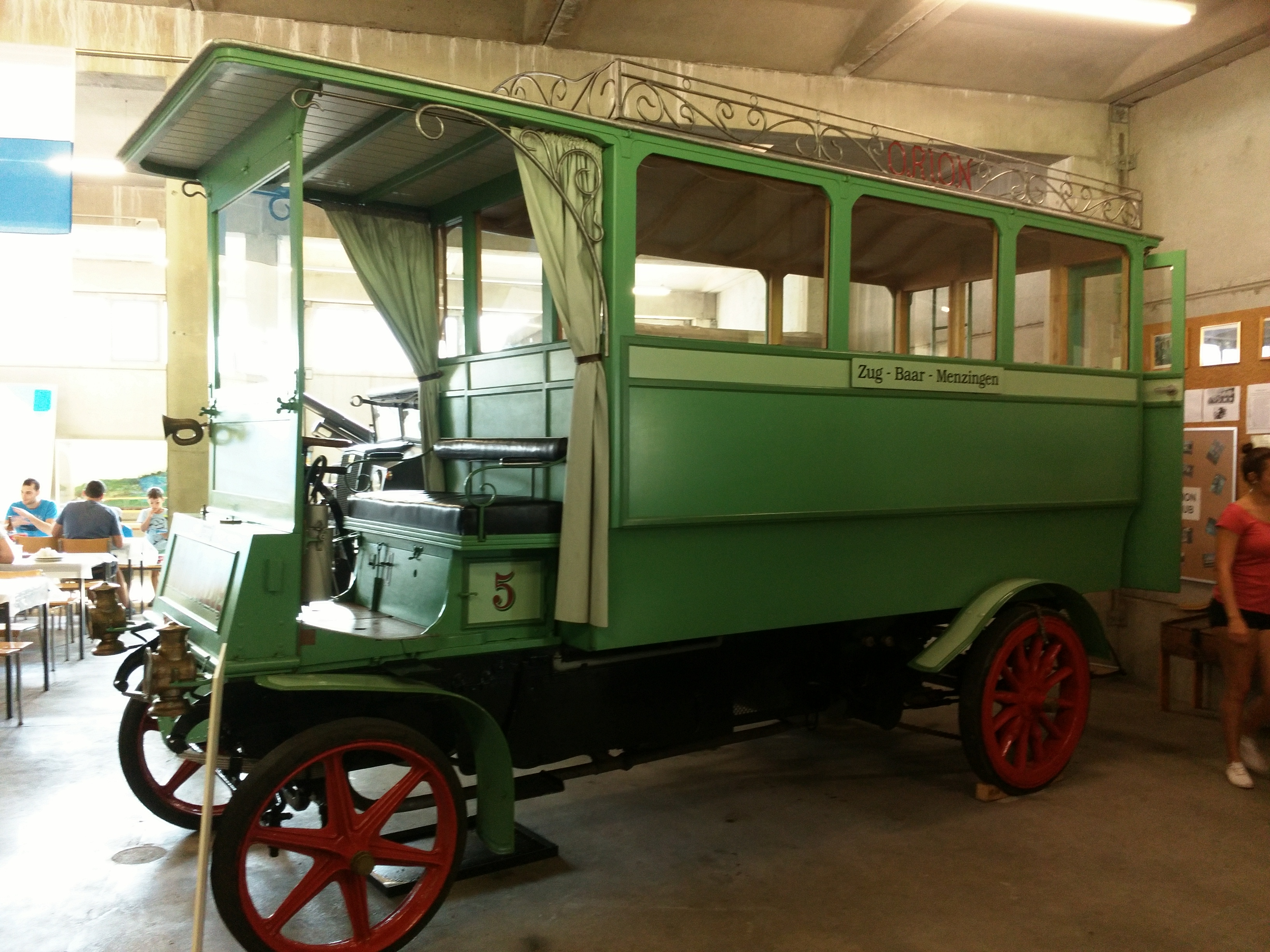
Orion Autobus Nummer 5 von 1899–1903
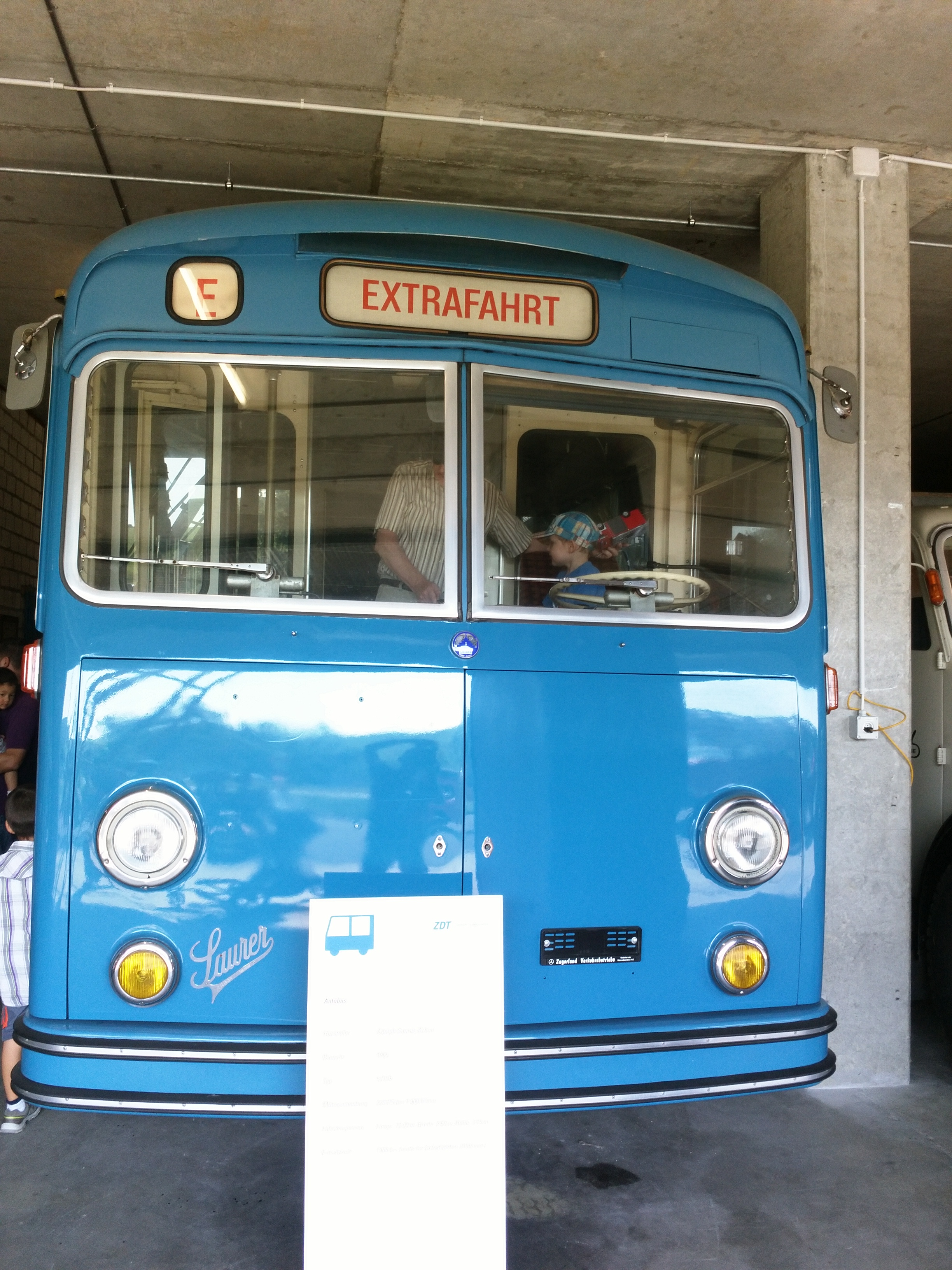
Saurer 5 DUK
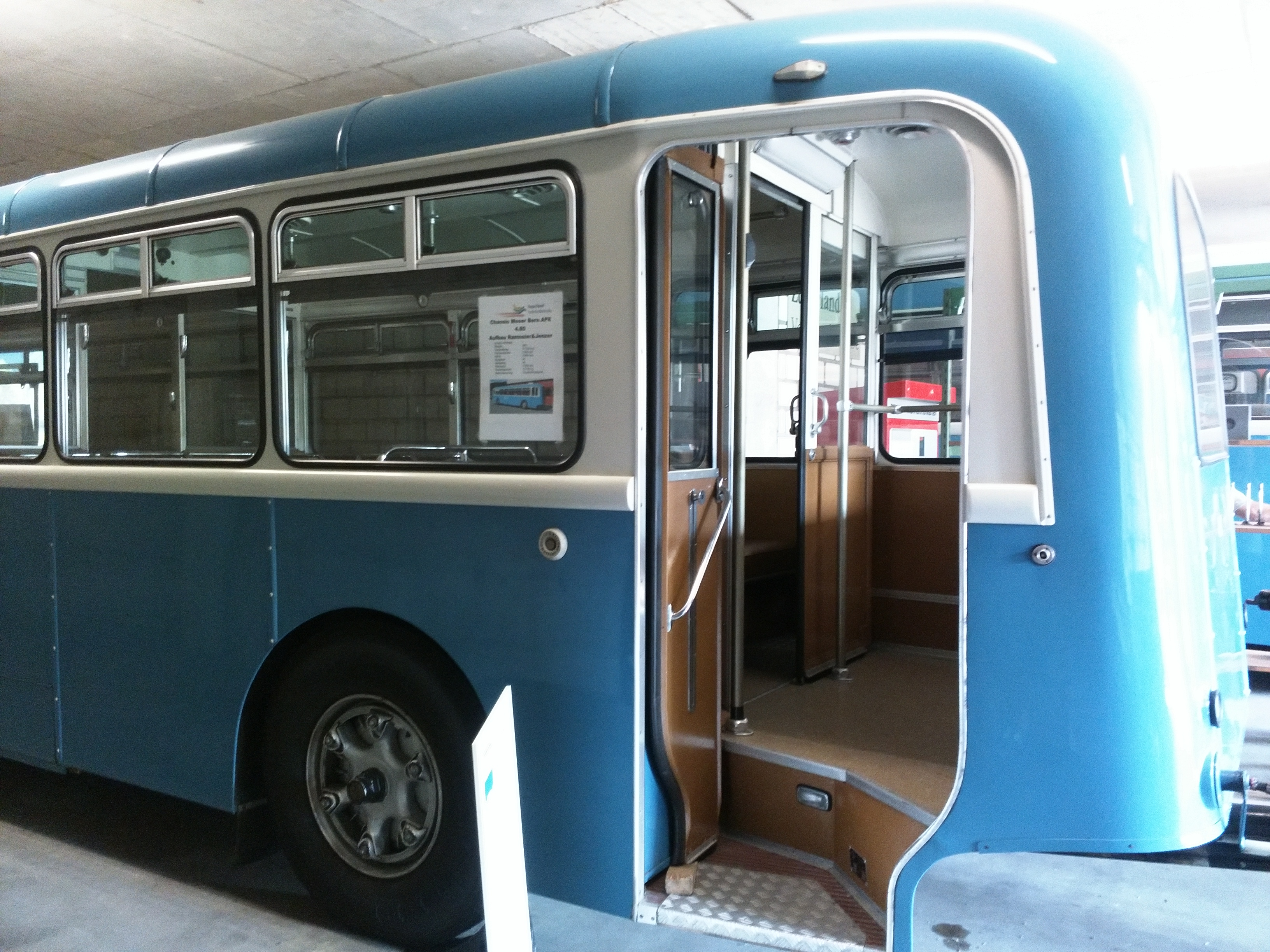
APE 4.80 Personenanhänger
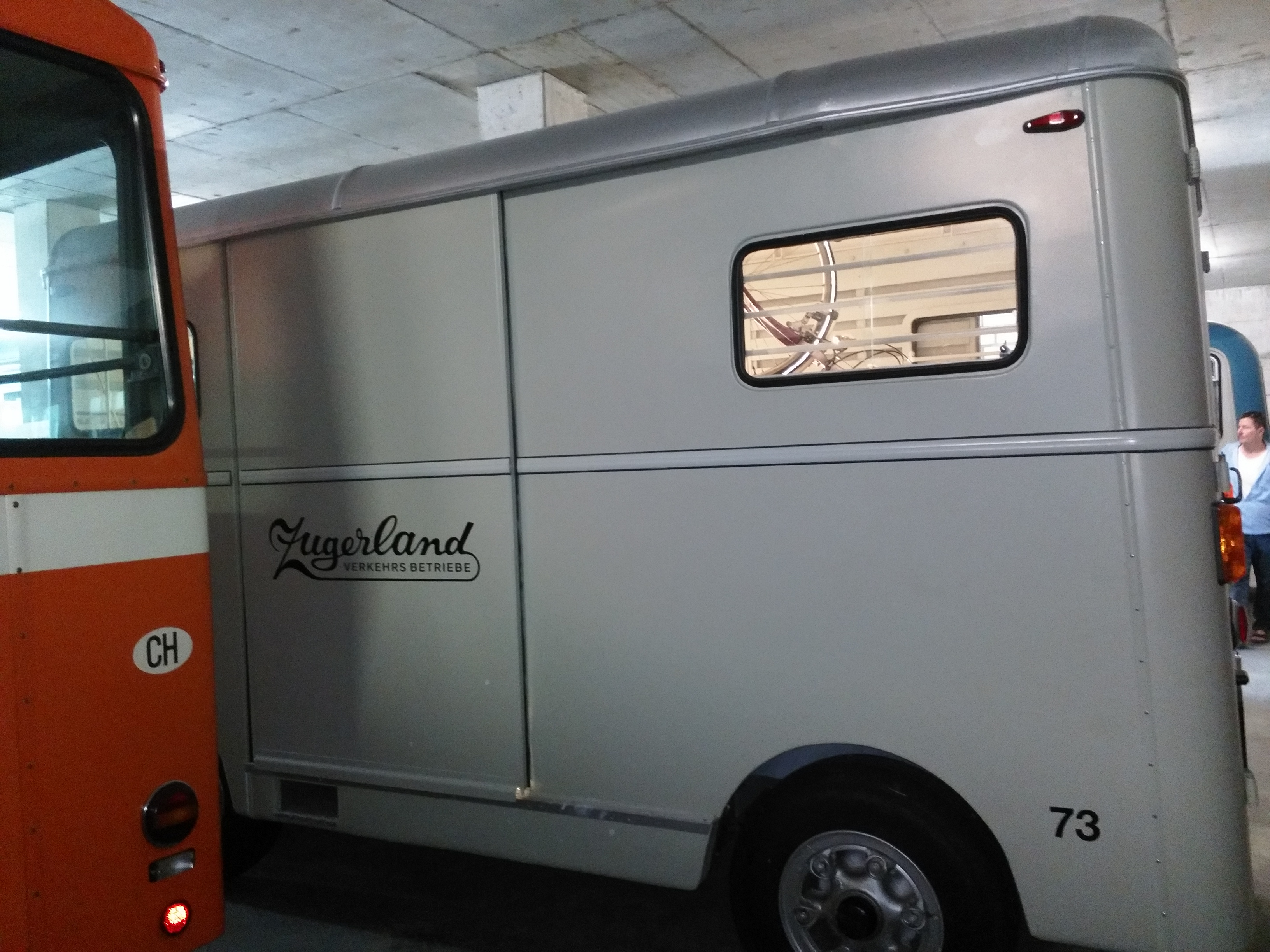
Gepäckanhänger AGP 3 der ZVB
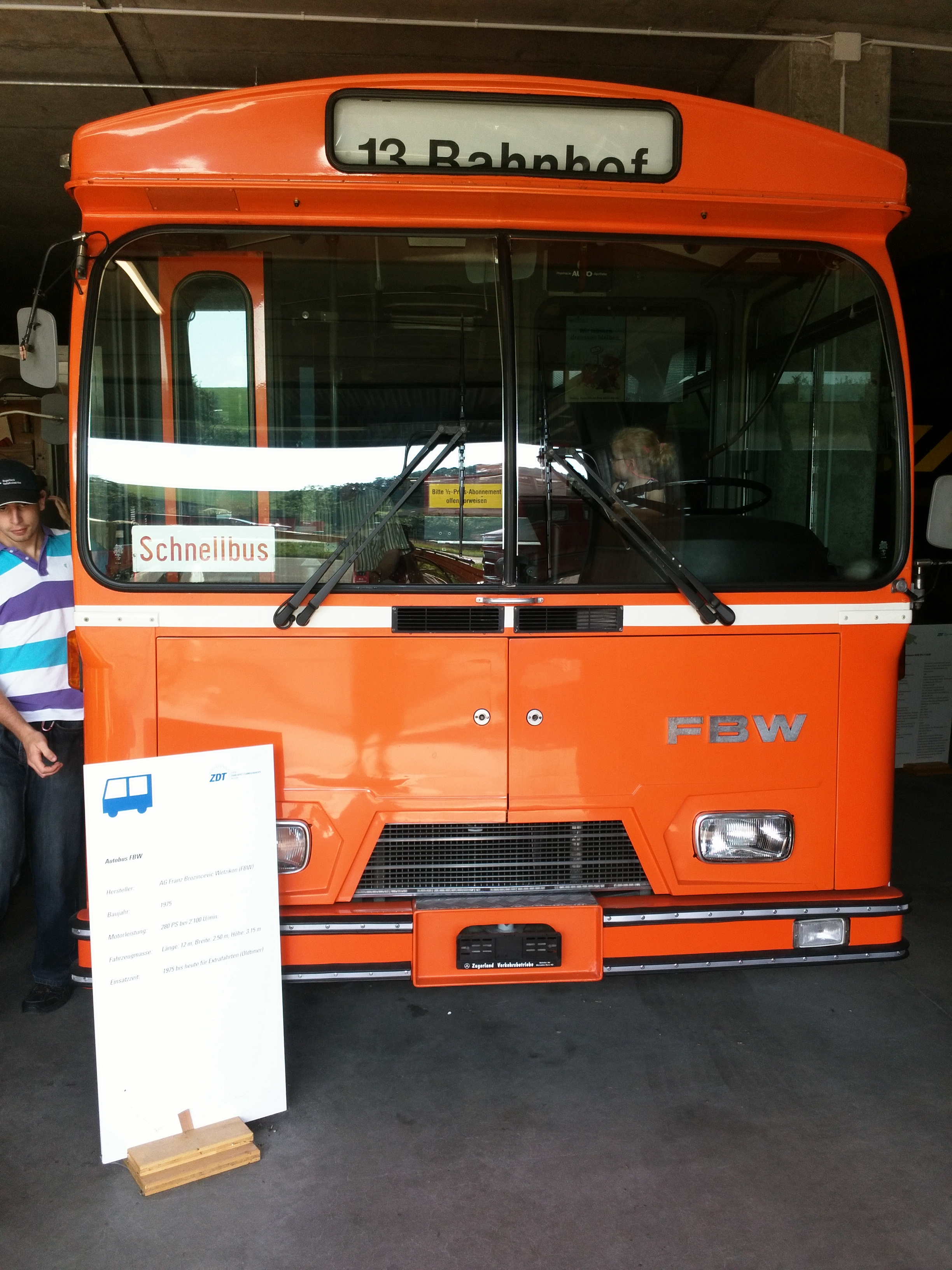
FBW 91U EU4A der ZVB
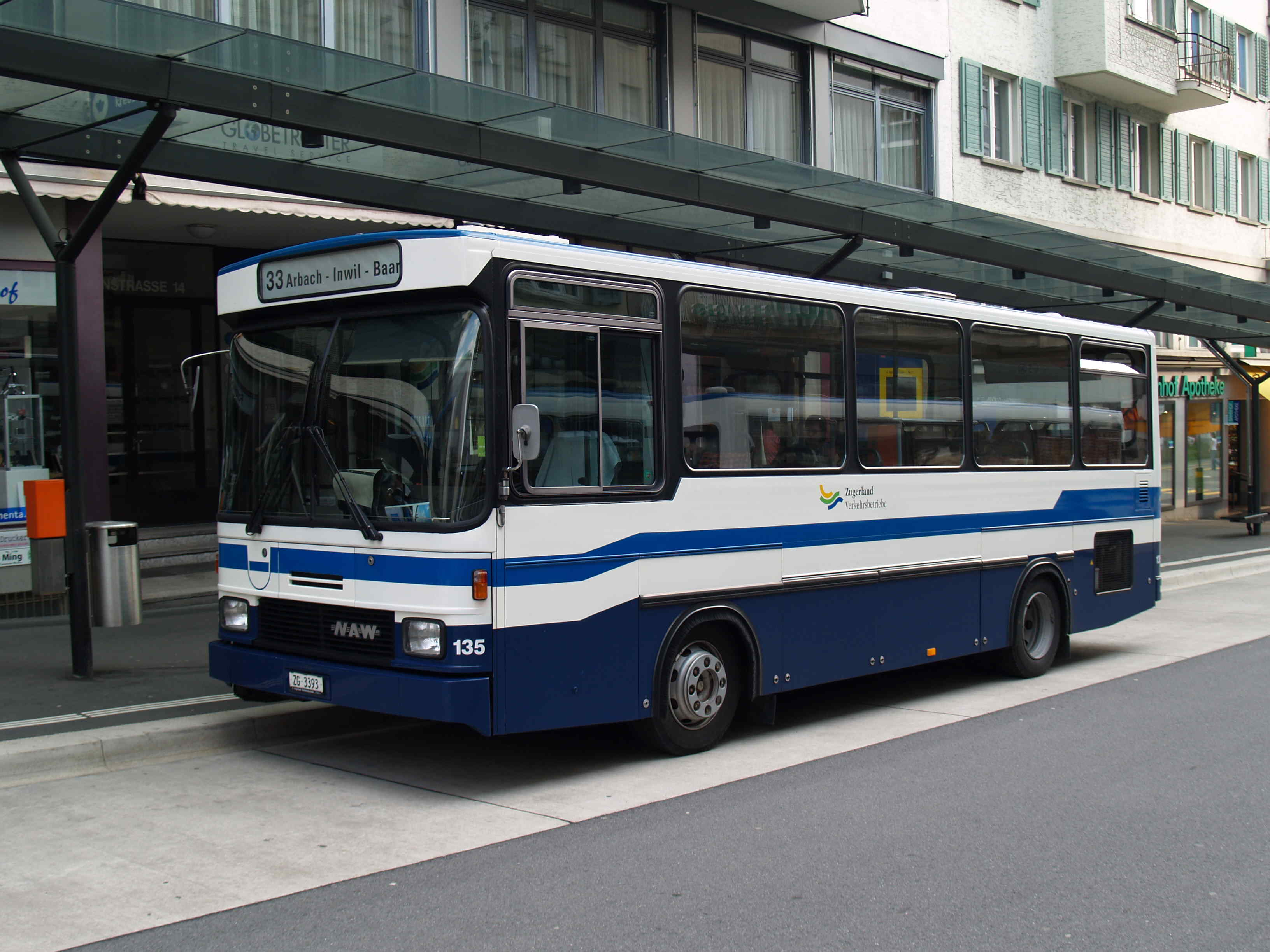
Bergbus Nummer 109 mit Anhänger von 1993-96
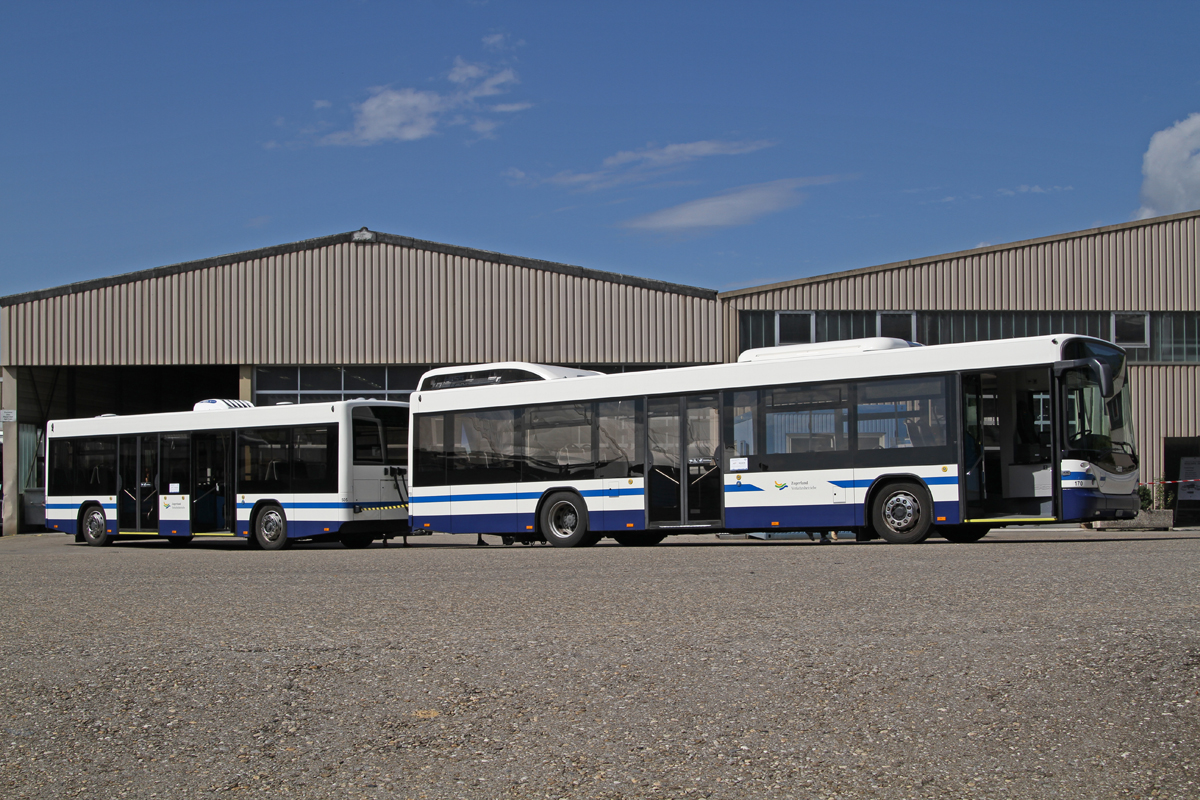
Anhängerzug
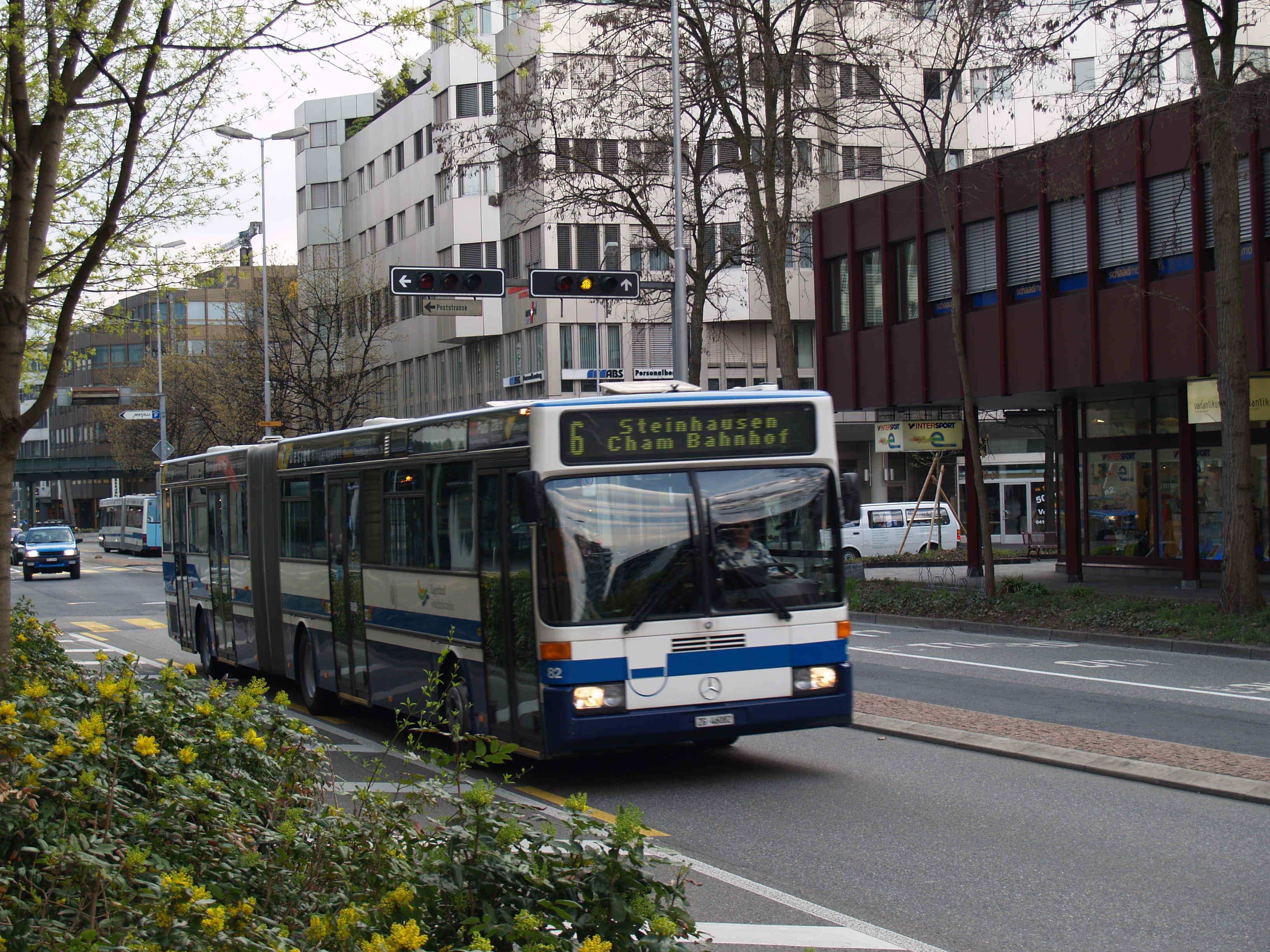
Schubgelenkbus Nummer 82 von 1992
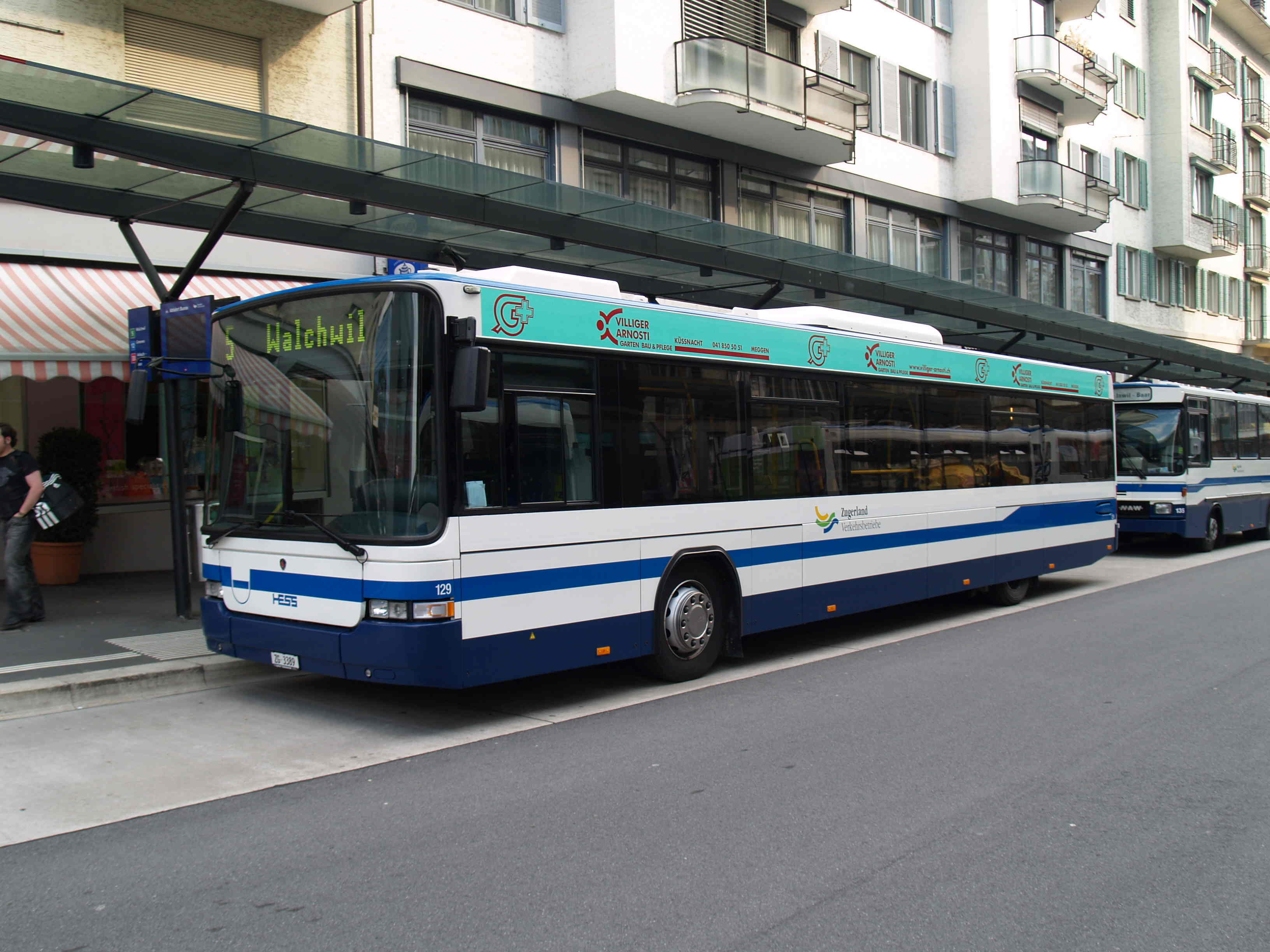
Vollniederflurbus Nummer 129 von 2003-04
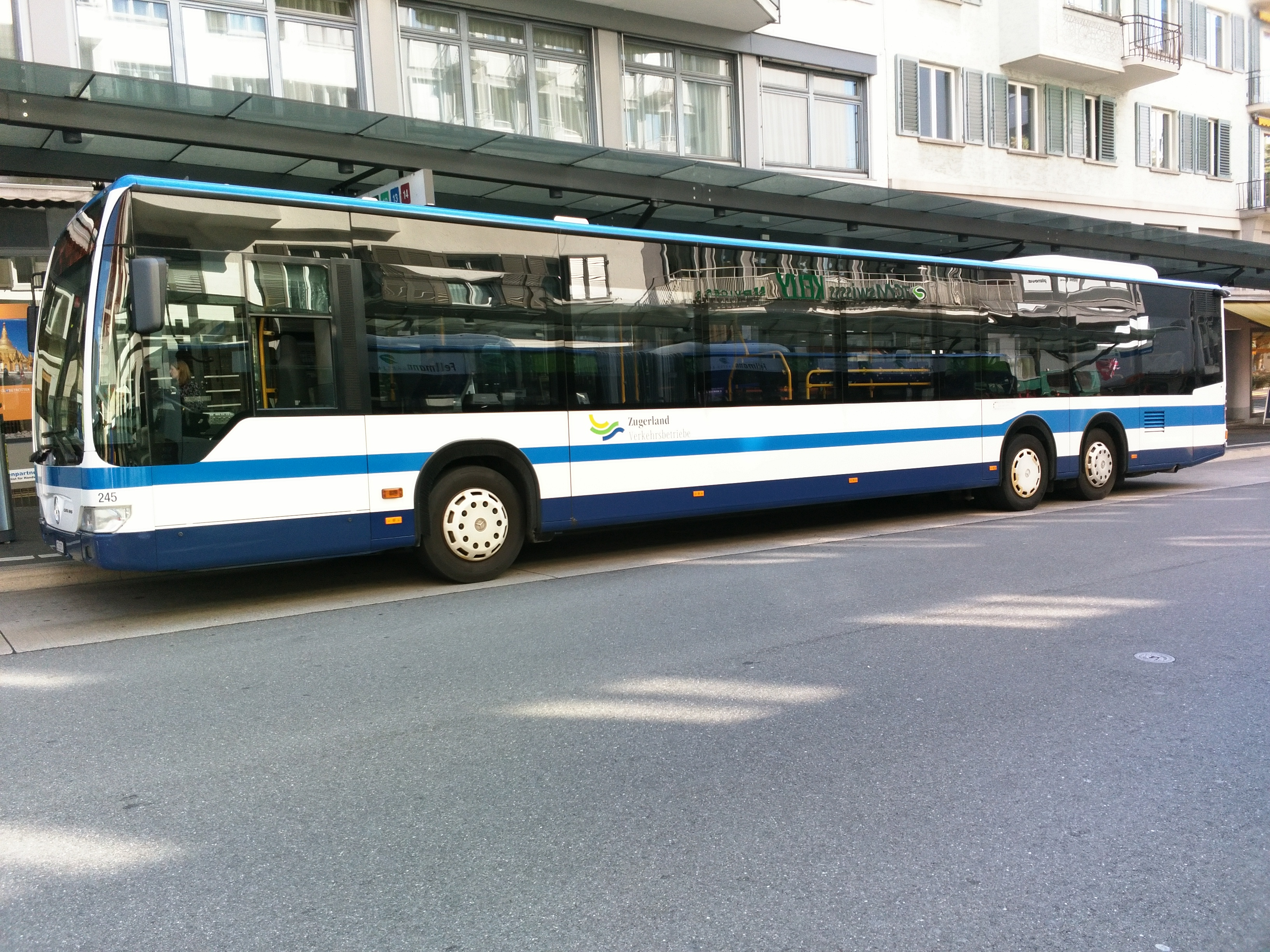
ZVB-Dreiachser Nummer 245 der Linie 5
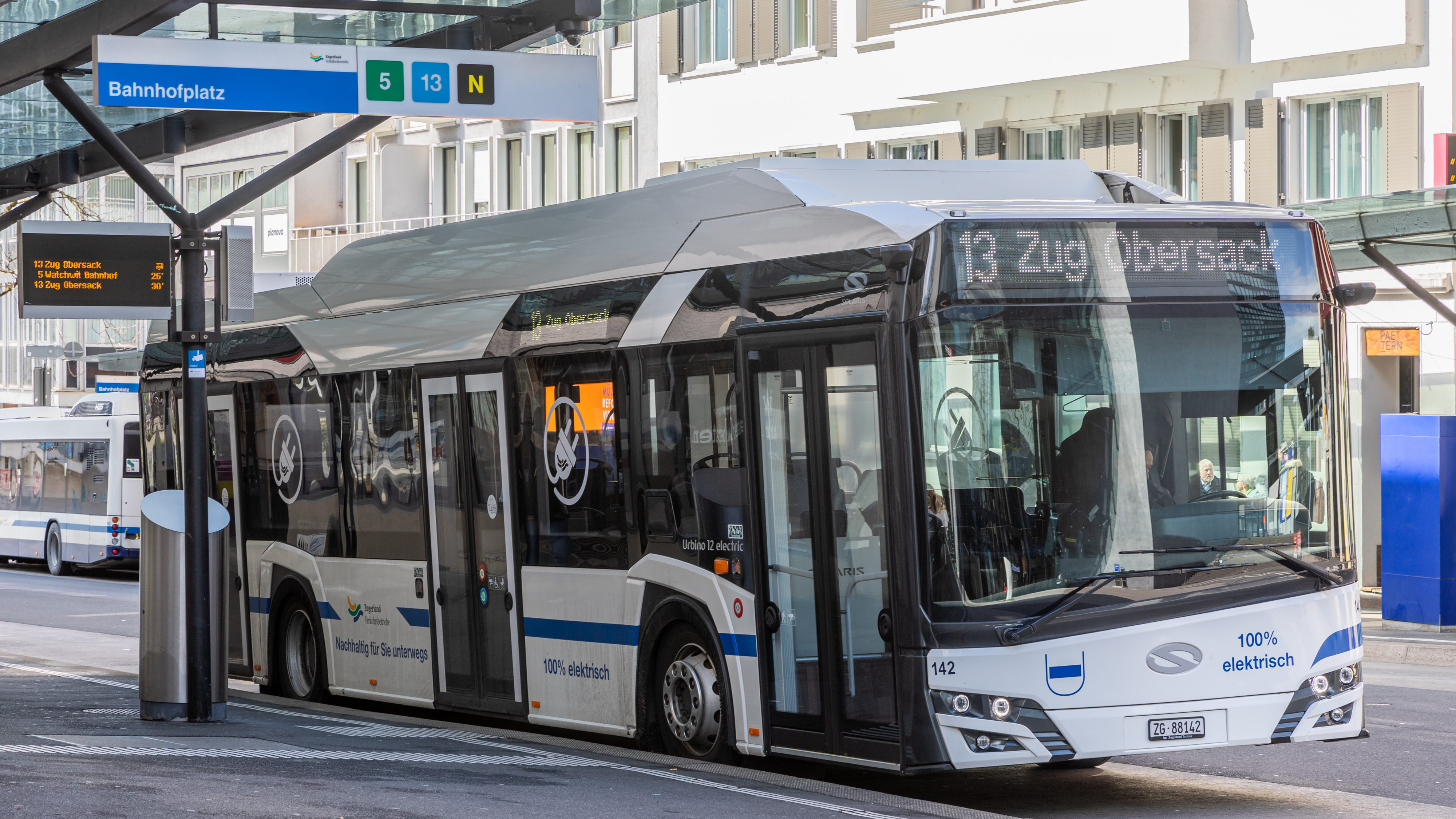
Solaris Urbino 12 electric am Bahnhofplatz Zug

### Fahrzeugpark der ehemaligen Elektrische Strassenbahnen im Kanton Zug (ESZ)

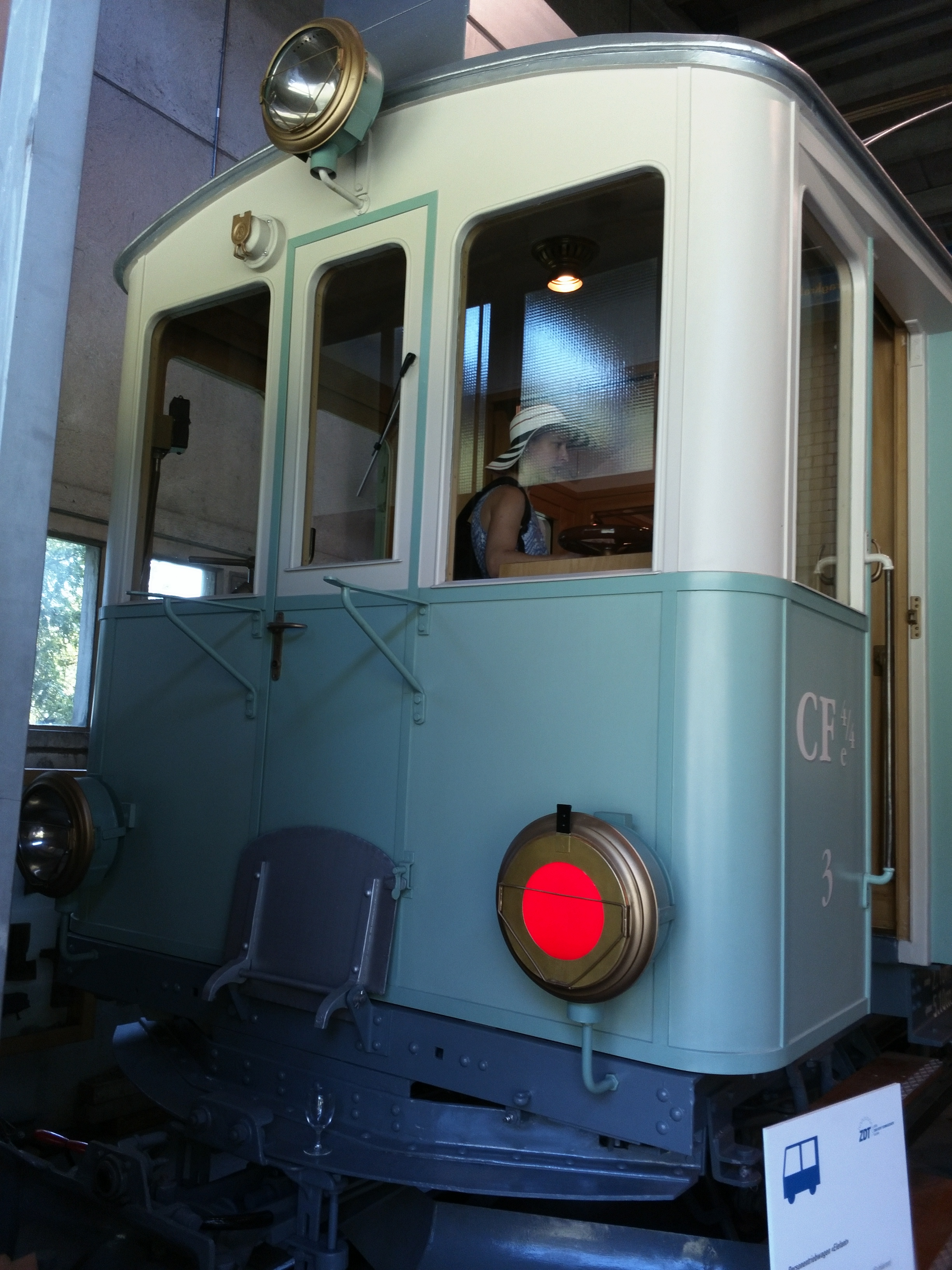
Ehemalige Strassenbahn CFe 4/4 der Elektrischen Strassenbahnen im Kanton Zug (ESZ), heute im Zuger Depot Technikgeschichte
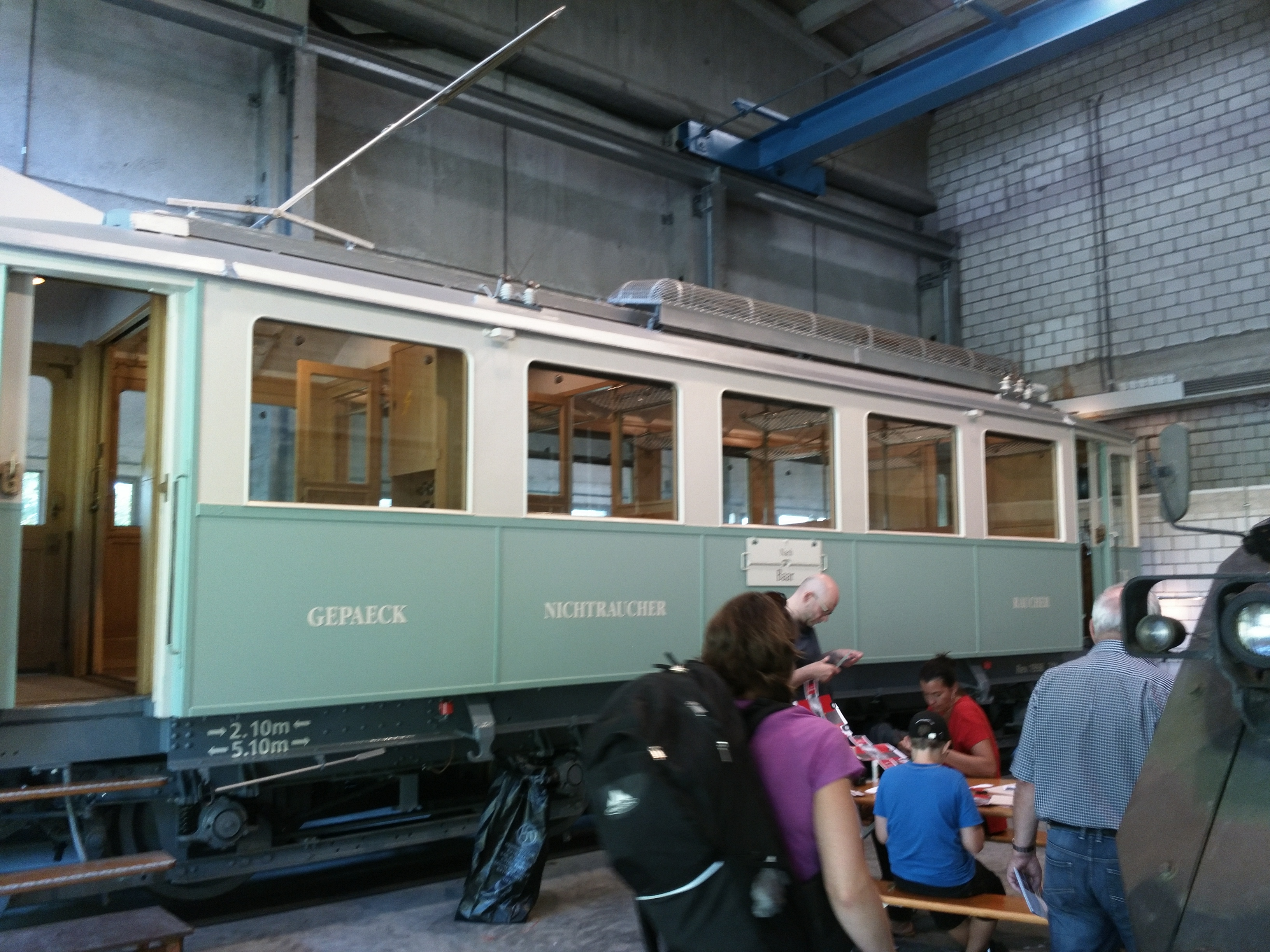
Seitenansicht CFe 4/4 der Elektrischen Strassenbahnen im Kanton Zug (ESZ)
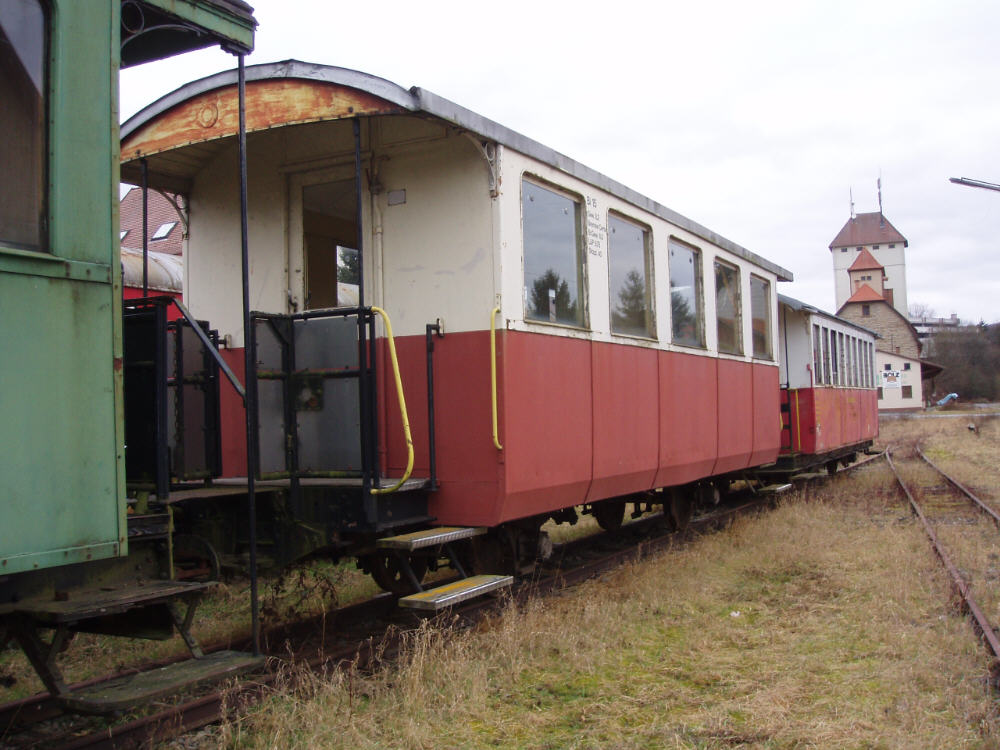
Ehemaliger Personenwagen C 37 der Elektrischen Strassenbahnen im Kanton Zug (ESZ), heute bei der Jagsttalbahn

### Ehemalige Stationsgebäude

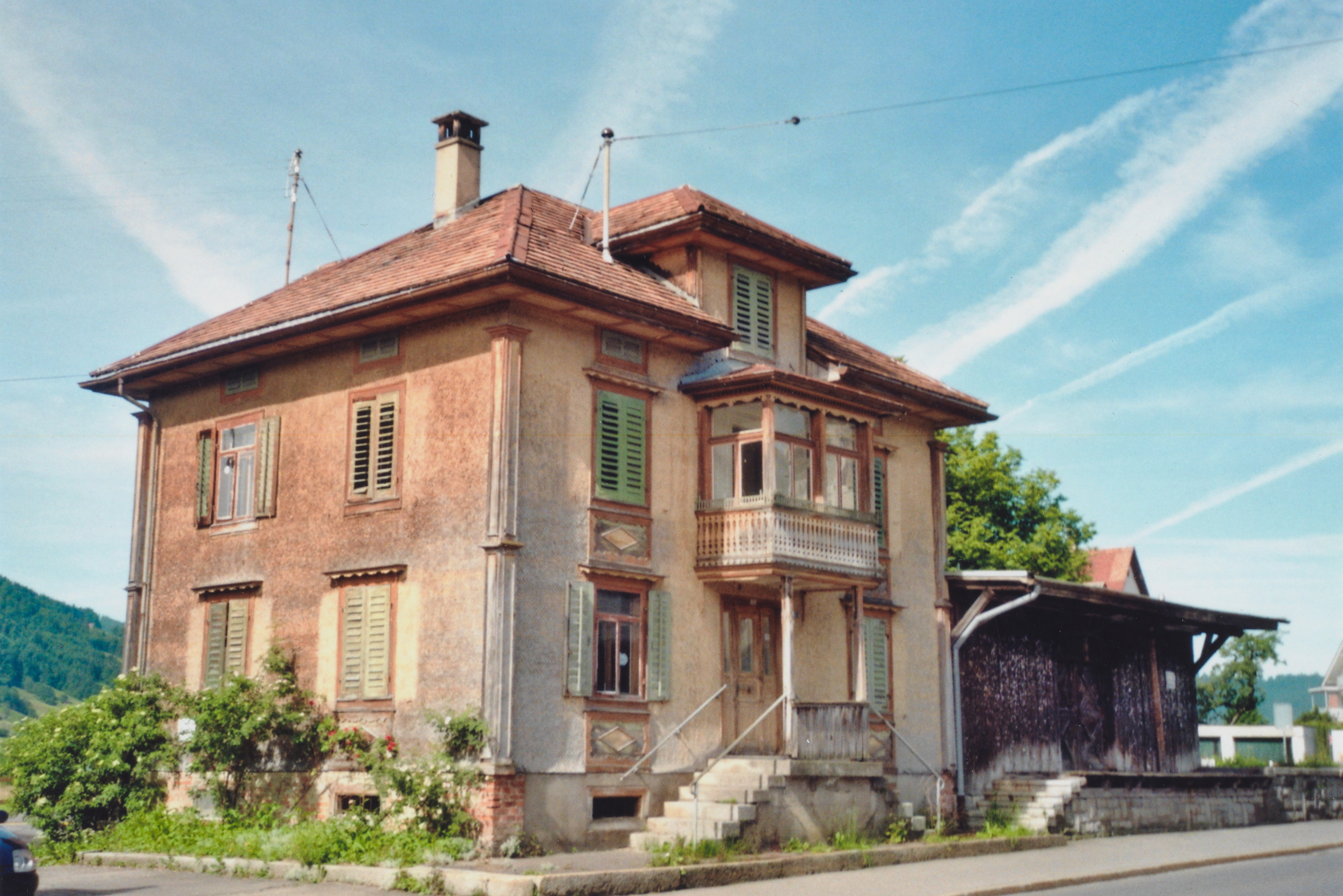
Oberägeri, Morgartenstrasse 4 (2012)
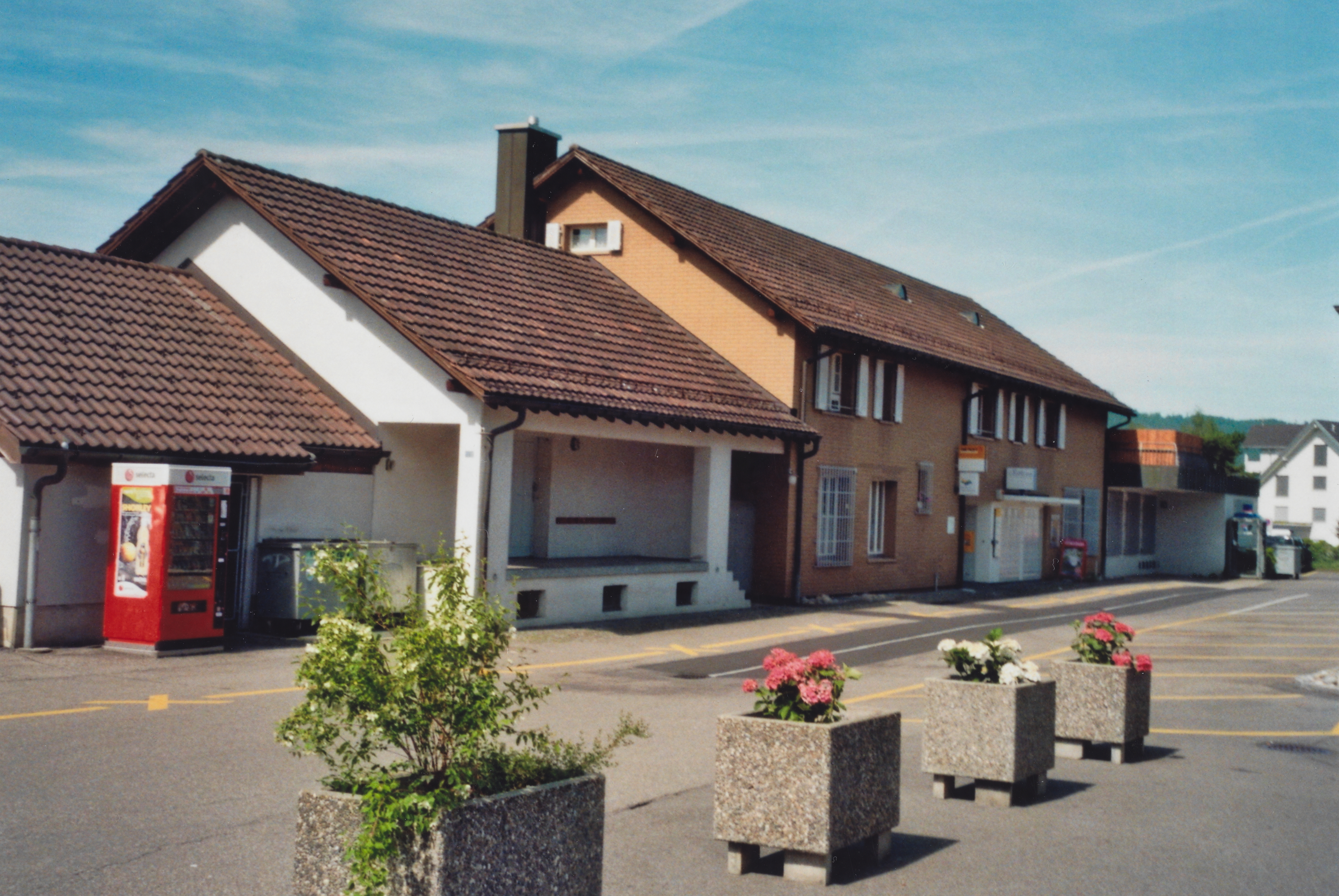
Oberägeri, Poststrasse (2012)
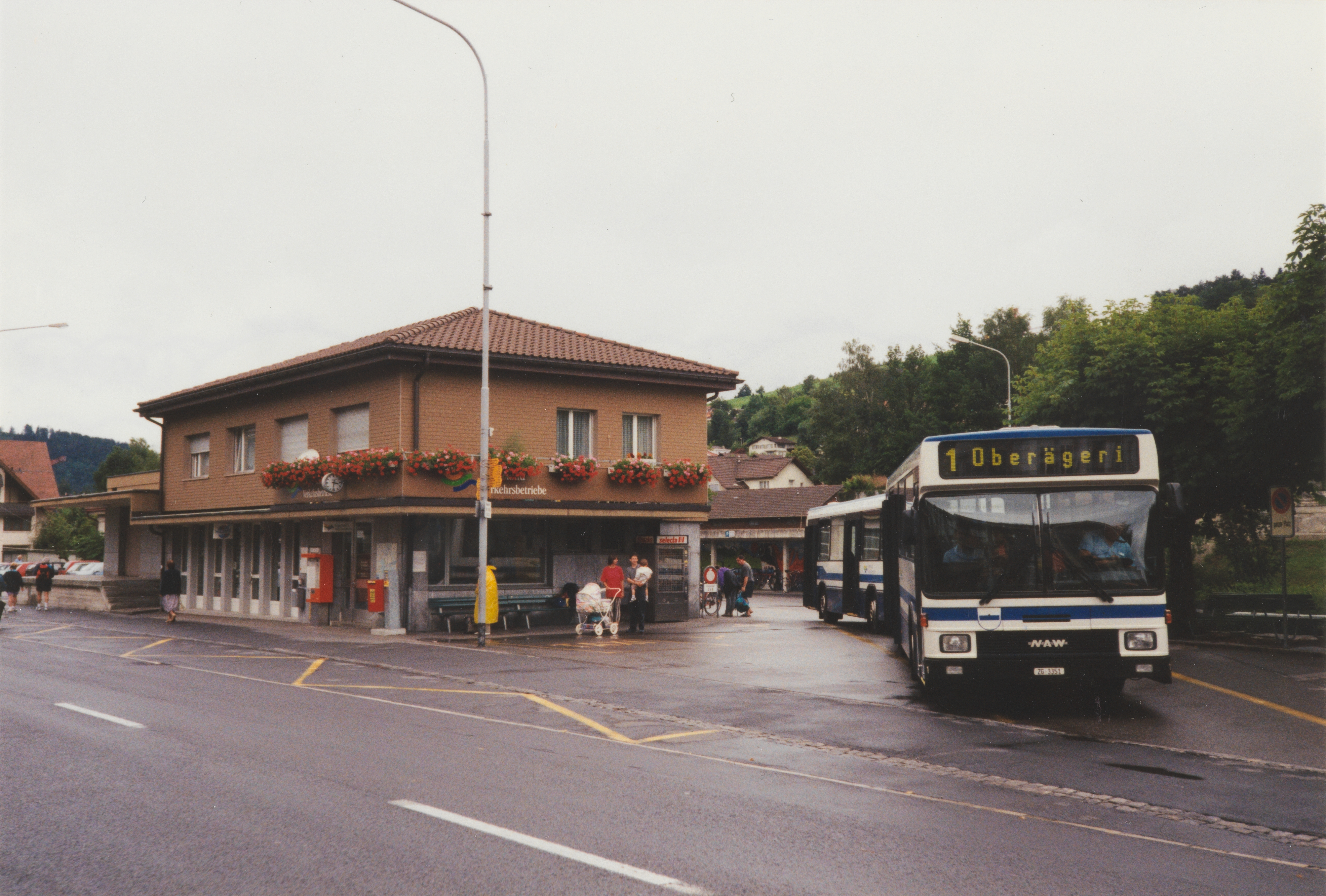
Unterägeri, Zugerstrasse (1995)
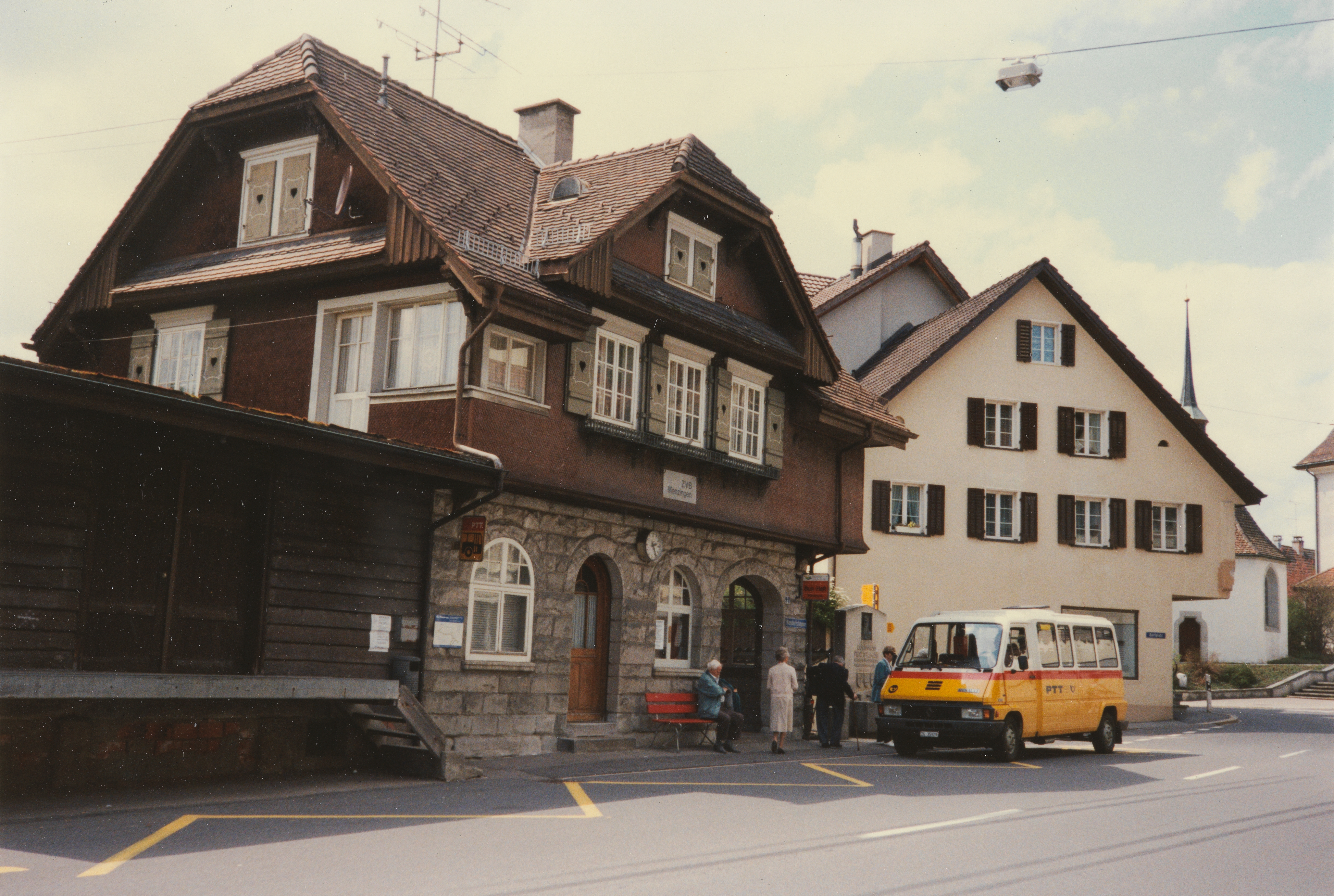
Menzingen, Neudorfstrasse (1995)

## Unternehmen
Tochtergesellschaften:
- Adliswil-Horgen-Wädenswil Autobusbetrieb AG (AHW Busbetrieb AG)
- Busgarage Waldegg AG
- Zugerland Mobil AG

Partnergesellschaften:
- Zugerbergbahn AG
- Schifffahrtsgesellschaft für den Zugersee AG (SGZ)
- Aegerisee Schifffahrt AG

Ein Teil der Buslinien der ZVB wird von sogenannten Transportbeauftragten im Auftrag der ZVB betrieben; die Unternehmen setzen dabei Fahrzeuge unter dem Marktauftritt der ZVB ein.
- Auf der Maur Busbetrieb AG, Steinen
- Busbetrieb Seetal-Freiamt, Hochdorf
- Odermatt Transline AG, Risch ZG
- Villiger Transporte AG, Cham